# اکوشهر
اکوشهر یا بوم‌شهر، شهری است که بر اساس اصول زیست‌محیطی ساخته شده‌است. هدف غایی اکو‌شهرها زدودن تمامی پسماندهای کربن، تولید انرژی از طریق منابع تجدید پذیر و پیوند شهر و محیط زیست به یکدیگر می‌باشد. همچنین اکو‌شهرها مقاصدی از جمله رشد اقتصادی، کاهش فقر، سازماندهی شهرها برای داشتن تراکم جمعیت بالاتر و در نتیجه کارایی بالاتر و بهبود بهداشت را دنبال می‌کنند.

## تاریخچه

### منشأ
مفهوم "اکو-شهر" اولین بار از یکی از سازمان‌های پیشگام متمرکز بر روی توسعه اکو‌شهر بنام «بوم‌شناسی شهری» متولد شد. این گروه توسط ریچارد رجیستر در برکلی کالیفرنیا در سال ۱۹۷۵ با ایده بازسازی شهرها در جهت تعامل با طبیعت تأسیس شد. کار آن‌ها کاشت درخت در امتداد خیابان‌های اصلی، خانه‌های سبز خورشیدی، همکاری با سیستم قانونی برکلی برای تصویب سیاست‌های دوستدار محیط زیست و تشویق حمل و نقل عمومی و گام بعدی آن‌ها نشر مجله "The Urban Ecologist" در سال ۱۹۸۷ بود.

### کنفرانس بین‌المللی اکو-شهر
سر انجام «بوم‌شناسی شهری» پس از برگزاری اولین کنفرانس بین‌المللی «اکو-شهر» در برکلی کالیفرنیا در سال ۱۹۹۰ به یک جنبش تبدیل شد. این کنفرانس بر روی مسائل مربوط به پایداری شهری متمرکز شده بود و بیش از ۷۰۰ شرکت کننده را تشویق به ارائه پیشنهادهای خود در مورد چگونگی بازسازی شهرها به بهترین نحو برای هماهنگی با محیط زیست کرد. پس از آن نیز هشت کنفرانس بین‌المللی اکو-شهر دیگر در استرالیا، سنگال، برزیل، چین، هند، آمریکا، ترکیه و کانادا برگزار شد. شهرهای بین‌المللی نقش مهمی در مقابله با تغییرات آب و هوا و مسائل زیست‌محیطی دارند. ایجاد مشاغل و مهارت‌های جدید برای اهالی لندن و اطمینان از تبدیل لندن به شهری بدون کربن تا سال ۲۰۳۰ و شهری بدون زباله تا سال ۲۰۵۰. لندن در ۲۰۲۳ میزبان کنفرانس بین‌المللی اکو-شهر خواهد بود.

## معیارهای اکو-شهر
در حال حاضر با وجود چندین مجموعه از معیارهای پیشنهاد شده، هیچ معیار تعیین شده‌ای برای آنچه به عنوان یک اکو-شهر نامیده شود وجود ندارد، یک اکو شهر باید در برگیرنده کیفیت‌های اقتصادی، اجتماعی و زیست‌محیطی باشد. اکو شهر ایده‌آل می‌بایست الزام‌های زیر را برآورده نماید:
- از لحاظ اقتصادی بی‌نیاز عمل کرده و منابع محلی باشند
- کاملاً عاری از کربن بوده و تولید انرژی‌های تجدید پذیر داشته باشد
- دارای یک طرح جامع شهری و سیستم حمل و نقل عمومی برنامه‌ریزی شده باشد تا اولویت‌های روش‌های حمل و نقل را به شرح زیر ممکن سازد: اول پیاده‌روی، بعد دوچرخه سواری و سپس حمل و نقل عمومی.
- حفاظت از منابع و افزایش کارایی منابع آب و انرژی، ساخت یک سیستم مدیریت ضایعات که می‌تواند زباله را بازیافت و از آن استفادهٔ مجدد نماید، ایجاد یک سیستم بدون هرز
- ترمیم مناطق شهری آسیب دیده از لحاظ زیست‌محیطی
- تضمین مسکن شایسته و مقرون به صرفه برای همه طبقه‌های اجتماعی، اقتصادی و گروه‌های قومی و همچنبن بهبود فرصت‌های شغلی برای گروه‌های محروم از جمله زنان، اقلیت‌ها، و افراد معلول
- حمایت از تولید کشاورزی محلی
- ترویج سادگی داوطلبانه در انتخاب شیوه زندگی، کاهش مصرف مواد، و افزایش آگاهی از مسائل زیست‌محیطی و پایایی

علاوه بر این، طرح شهر باید قابل رشد و تکامل همراه با رشد جمعیت و قادر به پاسخگویی به نیازهای جمعیتی باشد. این امر به ویژه با توجه به طرح‌های زیرساختی مانند سیستم‌های آب، خطوط برق و غیره مهم می‌باشد. این ساختار باید به گونه‌ای باشد که به آسانی مدرنیزه شود (برخلاف استراتژی غالب فعلی که با قرار گرفتن در زیر زمین، بسیار غیرقابل دسترس می‌باشد).
هر اکو-شهر منحصر بفرد همچنین برای اطمینان از پایداری زیست‌محیطی شهر باید نیازهای خود را تعیین کند، معیارهایی نظیر نداشتن هرز و صفر کربن و انتشار گازهای گلخانه‌ای مانند پروژه اکو شهر Sino-Singapore Tianjin، و پروژه Masdar City ابوظبی، تجدید حیاط شهری و پروژه بام سبز در Augustenborg Malmö سوئد.
"International Eco-Cities Initiative" اخیراً با استفاده از یک سری معیارها ابتکارهای قابل توجه ۱۷۸ اکو-شهر در مراحل مختلف برنامه‌ریزی و اجرا در سراسر جهان را شناسایی کرده‌است. برای قرار گرفتن در این آمار، ابتکارها می‌بایست حداقل در مقیاس خود گسترده و پوشش دهنده بخش‌های مختلف بوده و سیاست‌های رسمی را دارا باشند.

## دستاوردهای عملی

### تأثیر اقتصادی
یکی از مهم‌ترین تأثیرهای اقتصادی قابل توجه از حرکت به سوی تبدیل شدن به یک اکو-شهر افزایش قابل توجه بهره‌وری صنایع موجود و همچنین معرفی صنایع جدید و در نتیجه ایجاد شغل می‌باشد.
پیش از هر چیز کنار گذاشتن منابع کربن ساز و حرکت به سمت منابع انرژی تجدید پذیرتر مانند باد، آب و انرژی خورشیدی، باعث ایجاد اقتصادهای محلی همراه با رونق صنایع جدید می‌شود. ایجاد این صنایع به نوبه خود باعث افزایش تقاضای کار شده و نه تنها افزایش استخدام بلکه افزایش درآمد را نیز به دنبال خواهد داشت.
علا وه بر این یکی از اولویت‌های اصلی یک شهر پایدار کم کردن رد پای خود بر محیط زیست با کاهش انتشار کربن می‌باشد که به زبان اقتصاد به معنی افزایش بهره‌وری است. افزایش نرخ بهره‌وری در یک صنعت هزینه‌ها را هم از لحاظ مالی و هم زیست‌محیطی کاهش می‌دهد. از این رو، هرچقدر که یک صنعت مولدتر می‌شود، می‌تواند مؤثرتر و تخصصی‌تر از هر دو سرمایه فیزیکی و انسانی استفاده کند، کاهش زمان مصرف شده برای ساخت همان مقدار کالا که پرداخت دستمرد بالاتر را میسر می‌سازد (چرا که کارمندان کار بیشتری انجام می‌دهند) و تأثیر زیست‌محیطی کمتر (به دلیل استفاده از منابع انرژی کمتر جهت همان میزان تولید).
در کل اگرچه حرکت اولیه به سمت تبدیل شدن به یک شهر پایدار ممکن است برای یک شهر کوچک بسیار پرهزینه باشد اما در مدل اقتصادی طولانی مدت دارای مزایای فراوانی می‌باشد. علاوه بر این، هر چقدر کشورهای بیشتری به سمت پایداری حرکت کنند، تکنولوژی مورد نیاز این جنبش به راحتی در دسترس تر و ارزان‌تر خواهد شد؛ بنابراین، بسیاری از کشورهای توسعه یافته باید خود را به عنوان مدلی قرار دهند از آنچه که دیگر شهرها باید به آن تبدیل شوند، در این صورت حاصل نوآوری به سوی یک تکنولوژی پایدار می‌باشد.

### استانداردهای زیست‌محیطی
اگرچه استانداردهای زیست‌محیطی محلی ممکن است در بین اکو شهرها متفاوت باشند با این وجود هر شهر اهداف عملی مناسب خود را دارد و همچنین انتظاراتی که پایه شناخت آن‌ها به عنوان یک شهر پایدار است. تفاوت در این اهداف و انتظارات به دلیل محدودیت‌های تکنولوژیکی و مالی محلی می‌باشد.
هدف اصلی برای همه شهرهای پایدار کاهش قابل توجه انتشار کربن تا جای ممکن جهت تبدیل شدن به یک شهر کربن صفر بوده، و به همین خاطر حرکت شهرهای پایدار به سمت یک اقتصاد صرفاً متکی به انرژی‌های تجدید پذیر است. اقدامات برای کاهش کربن در دو سطح فردی و حقوقی قابل مشاهده است: بسیاری از صنایع در حرکت به سمت تولید پاک هستند و افراد نیز از اشکال حمل و نقل هزینه بردار برای محیط زیست دوری می‌کنند و به سوی روش‌های پایدارتر مانند حمل و نقل عمومی یا دوچرخه سواری روی می‌آورند. اینجاست که افزایش و مؤثرتر ساختن سیستم‌های حمل و نقل عمومی از دیگر هدفهای زیست‌محیطی مشترک می‌باشد.
بسیاری از شهرهای پایدار نیز در تلاش به سوی پرتراکم تر شدن جمعیت هستند (تراکم شهری)، نزدیکتر بودن شهروندان به یکدیگر موجب کاهش هزینه‌های زیست‌محیطی حمل و نقل به منظور تأمین انرژی می‌گردد. علاوه بر آن، زندگی شهروندان نزدیک به مرکز شهر به معنی کاهش قابل توجه حمل و نقل برای رسیدن به محل کار می‌باشد.
اغلب، هدف اصلی شهر افزایش آموزش‌های زیست‌محیطی به امید دستیابی به مشارکت و همکاری بهتر شهروندان است. کاهش انتشار کربن با مطلع ساختن بخش خصوصی از تأثیر نحوه رفتار خود بر محیط زیست، واقع پذیرتر می‌شود.
با این حال، در رابطه با استانداردهای بین‌المللی می‌توانیم نگاهی به «موسسه مالی بین‌المللی» (IFC)، داشته باشیم. «موسسه مالی بین‌المللی» دارای سابقه ای طولانی در اجرای استانداردهای زیست‌محیطی و اجتماعی در اقتصادهای محلی بوده، و مأموریت اصلی آن ترویج توسعه پایدار در سراسر جهان به ویژه در کشورهای در حال توسعه می‌باشد. یکی دیگر از برنامه‌های آن تشویق همکاری‌های بین‌المللی به منظور سرعت بخشیدن و ترویج رشد پایدار در سراسر کشورها است.
به‌طور کلی، مهم‌ترین جنبه تنظیم یک هدف زیست‌محیطی باورپذیر کردن این امر است. بسیاری از شهرهای سراسر جهان هدفهایی را انتخاب کرده‌اند که با وجود سوپر پایدار بودنشان کاملاً امکان‌پذیر نیستند. این هدفهای اغراق‌آمیز، شامل توسعه پایدار بیش از حد در یک دوره زمانی کوتاه و یک توقع ساده بسیار پرهزینه می‌باشند. جهان در جهت گام برداشتن به سوی یک آینده پایدار نیاز به همکاری داشته که در نهایت منجر به طی مسیر کامل به سمت پایداری جهانی شود.

### اجتماعی

#### کاهش فقر
توسعه اکو شهرها از طرق ایجاد شغل در بخش‌های تجاری دوستدار محیط زیست، در کاهش فقر در مکان‌های مختلف مؤثر است. اکو شهرها با ترویج سرمایه اجتماعی بر اساس نیازهای مردم محلی، مدل تجاری پایداری را ایجاد می‌کنند که به تشویق سرمایه‌گذاری محلی و توسعه مداوم بازار کار می‌پردازد. شهر ژوهانسبورگ آفریقای جنوبی مثال بارزی از چگونگی کاهش فقر با استفاده از استانداردهای اکوشهر می‌باشد. با توجه به برنامه محیط زیست ملل متحد، برنامه اکوشهرIvory Park (نام محله ای در ژوهانسبورگ)، مردم محروم و بیکار را برای تشکیل تعاونی جهت کاشت و خرید غذا، بازسازی، تعمیرات دوچرخه، ساخت خانه، ترویج و استفاده از راه حل‌های انرژی سبز و راهنمایی اکوتوریسم بسیج کرده و در این بین بیش از ۳۰۰ شغل بین سال‌های ۲۰۰۱–۱۹۹۱ ایجاد شده‌است. با به وجود آوردن تجارت‌های کوچک محلی، ساکنان اکوشهرها شرکت‌های کوچک خودکفایی ایجاد می‌کنند که به شدت باعث کاهش کمبود کیفیت اشتغال و ایجاد فرصت‌های اقتصادی و کاهش فقر می‌شوند. این شیوه‌های خرد مقیاس که نسبت به شوک‌های اقتصادی نیز حساسیت کمتری دارند باعث دوام پایداری اقتصادی اکوشهرها می‌شوند. علاوه بر این اکوشهرها در جهت ایجاد مشاغل سبز، به کار گیری شیوه‌های سبز پس‌انداز از جمله سرمایه‌گذاری در زیرساخت‌های محلی زیست‌محیطی پایدار، استفاده مشترک از اتومبیل، کاهش مصرف آب و انرژی برای کاهش بار مالی بر فقرا را ترویج می‌دهند.

#### توزیع جمعیت
درصد روبه رشدی از جمعیت جهان در شهرها زندگی می‌کنند به همین دلیل اکوشهرها توجه قابل ملاحظه ای بر کاهش آسیب‌های زیست‌محیطی ناشی از رشد جمعیت شهری دارد. از آنجا که به نظر نمی‌رسد اسکان یاقتن در شهرها رو به کاهش باشد، تلاش اکوشهرها بر افزایش تراکم جمعیت شهری با یکی کردن زیرساخت‌ها و فضاهای شهری با چشم‌اندازهای شهری می‌باشند. اکوشهرها استفاده متراکم از زمین را برای کاربری‌های مسکونی و تجاری ترویج می‌دهند. در این صورت، افزایش تراکم شهری با متمرکز شدن و در نتیجه کاهش مصرف منابع موجب کاهش فشار بر محیط زیست می‌شود. به عنوان مثال در برنامه‌ریزی‌های چین برای اکوشهر دنگتن در سال ۲۰۰۶ همین استراتژی به کار گرفته شده که در این برنامه، زمین‌های مسکونی و تجاری شهر به چند حوزه فشرده شامل مزارع، پارک‌ها، دریاچه‌ها و پاگوداها تقسیم شد. علاوه بر آن ساکنان در ساختمان‌های آپارتمانی شش تا هشت طبقه با فاصله مناسب از یکدیگر جهت جلوگیری از اثرات جزیره گرمایی و طراحی شده بر اساس محیط زیست زندگی می‌کنند. با وجود اینکه هنوز ساخت و سازی صورت نگرفته ولی این اصول برای تمام اکوشهرها قابل اجرا هستند.
علاوه بر آن افزایش تراکم باعث کاهش گستردگی و پراکندگی شهری و در نتیجه کاهش وابستگی به اتومبیل می‌شود. به گفته kenworthy هشتاد و چهار درصد از سفرهای با اتومبیل بستگی به میزان تراکم شهری دارد. به دلیل متراکم بودن بافت اکوشهرها ساکنان به آسانی قادرند رفت‌وآمدهای خود را از طریق پیاده، دوچرخه یا با استفاده از حمل و نقل عمومی انجام دهند. به همین دلیل اکو شهرها از بسیاری اثرات منفی آلودگی اتومبیل جلوگیری می‌کنند.
علاوه بر این اکوشهرها با متمرکز کردن جمعیت می‌توانند زمین‌های بیشتری را به پارک‌ها و مناطق کشاورزی شهری اختصاص دهند. در این صورت امنیت غذایی را افزایش داده و موجب ترویج حفاظت محیط زیست در مناطق شهری می‌شوند. کشاورزی شهری خود موجب تولید مواد غذایی و سبزیجات تازه، کاهش بار حمل و نقل و بالا رفتن کیفیت محیط زیست می‌شود.

#### بهداشت عمومی
اکوشهرها به داشت جمعیت سالم‌تر از طریق اجرای فعالیت‌های پایدار که موجب افزایش استانداردهای محیطی و کاهش فشار بر سلامت عمومی می‌شوند، کمک می‌کنند. با به کارگیری شیوه‌هایی که به کاهش آلودگی هوا می‌انجامد می‌توانند به صورت غیر مستقیم بر کاهش میزان بیماری‌های تنفسی در مناطق شهری اثرگذار باشند. به گفته سازمان بهداشت جهانی آلودگی هوای فضای شهری سالانه موجب مرگ بیش از ۱٫۳ میلیون نفر در سراسر جهان است. افزون بر این مرگ و میر در شهرهای با درصد بالای آلودگی ۲۰–۱۵٪ بیشتر از شهرهای نسبتاً پاک گزارش شده‌است. از طریق اجرای اقدامات پاک اکوشهرها به کاهش عوامل خطر آفرین مرتبط با بیماری‌های قلبی عروقی و تنفسی و همچنین اشکال مختلف سرطان نقش مؤثری بر کاهش فشار بیماری بر روی ساکنان شهر داشته‌اند.
افزون بر این فضاهای سبز که از زیرساخت‌های اکوشهرها به حساب می‌آیند یک روش منحصربه فرد جهت کاهش آلودگی هوا و توسعه هوای پاک می‌باشند. برگ درختان شهر به‌طور طبیعی با جذب مونواکسید کربن، دی اکسید نیتروژن و دی اکسید گوگرد، موجب تمیز شدن هوا می‌شوند. فضاهای سبز همچنین ذرات موجود در هوا را جذب کرده و با کاهش حرارت موجب بهبود سطح بهداشت عمومی می‌گردند.
کاهش وابستگی به اتومبیل به دلیل فشردگی با تشویق فعالیت فزیکی مکرر همچنین به مبارزه با چاقی مرضی و دیگر بیماری‌های مزمن کمک می‌کند. سازمان بهداشت جهانی تخمین می‌زند که سالانه ۳٫۲ میلیون نفر به علت عدم فعالیت فزیکی جان خود را از دست می‌دهد که از این تعداد ۲٫۶ میلیون نفر در کشورهای با درآمد پایین و متوسط هستند؛ بنابراین با کم کردن پراکندگی شهری، اکوشهرها می‌توانند در کاهش میزان بیماری شریانهای کورونری و سکته مغزی، دیابت، فشار خون، سرطان روده بزرگ، سرطان پستان، پوکی استخوان و افسردگی مؤثر باشند. افزون بر آن با کاهش حجم اتومبیل‌ها در داخل محدوده‌های شهر اکوشهرها قادر به کاهش تعداد مرگ و میرهای قابل پیش گیری در میان جمعیت هستند. تخمین زده شده که حوادث رانندگی سالیانه جان ۱٫۲ میلیون نفر را می‌گیرند و همین دلیل اصلی مرگ و میر در میان افراد زیر ۲۵ سال سن می‌باشد.
افزایش دسترسی به پوشش گیاهی مقرون به صرفه از طریق کشاورزی شهری، امکان بهبود شرایط سلامت عمومی را با در دسترس قرار دادن غذاهای سالم و مقرون به صرفه فراهم می‌کند. Chen وLye بیان کردند که «یک اکوشهر نه تنها به عنوان ناحیه ای برای ثروتمندان و قدرتمندان بلکه برای تمام اقشار جامعه باید در دسترس باشد». با سرمایه‌گذاری در کشاورزی شهری، اکوشهرها می‌توانند به از بین بردن موضوع مهم کمبود غذا در مناطق فقیرنشین کمک کنند. گسترش دسترسی به سبزیجات می‌تواند منجر به کاهش میزان چاقی، سرطان، بیماری‌های قلبی عروقی، دیابت و دیگر بیماری‌های مزمن بخصوص در میان ساکنان کم درآمد شود.

### فن شناسی و طرح‌های شهری

#### حمل و نقل
با کاهش گسترش شهری، وابستگی بخش‌های مسکونی و تجاری به اتومبیل نیز کم می‌شود. همزمان، بهبود حمل و نقل عمومی، کاهش تقاضا برای اتومبیل را به همراه خواهد داشت. توسعه ایستگاه مترو و سیستم‌های حمل و نقل ریلی نه نتها جهت حمل و نقل در بخش‌های داخلی شهر بلکه به صورت بین شهری نیز مفید واقع خواهد شد. علاوه بر این بسیاری از اکوشهرها به منظور کاهش انتشار گازهای گلخانه ای توسط وسایل نقلیه شخصی، از مسیرهای گسترده اتوبوس استفاده می‌کنند. با این حال منتقدان قیمت بالای دیزل پاک، سی ان جی، ال ان جی، اتوبوس‌های الکتریکی ترکیبی، اتوبوس‌های ابر خازن را از لحاظ اقتصادی توجیه پذیر نمی‌دانند.

#### شهرسازی
اکوشهرها همچنین به دنبال ایجاد محیط‌های شهری پایدار از طریق سازه‌های بادوام و ایجاد قابلیت‌های برجسته سکونتی برای ساکنین می‌باشند. واضح‌ترین تعریف برای فرم یک پیاده راهوری در منشور شهرسازی جدید آمده که یک روش برای کاهش اثرات زیست‌محیطی، تغییر محیط زیست ساخته شده در جهت ایجاد و حفظ شهرهای هوشمند است که از حمل و نقل پایدار نیز حمایت می‌کند. ساکنان محله‌های شهری فشرده در مقایسه با بافت‌های پراکنده، مسافت کمتری را رانندگی می‌کنند و اثر گذاری کمتری در محیط زیست دارند. ایده بخش نامه مدیریت استفاده زمین که در اروپا به ترویج الگوهای پایدار استفاده از زمین می‌پردازد، تلاشی است برای فشرده تر ساختن شهرها و کاهش تصرف زمین‌های سبز توسط بناهای شهری.
در معماری پایدار جنبش‌های اخیر معماری نئوکلاسک، یک روش پایدار را در جهت درک و توسعه رشد هوشمند پیاده راهوری، معماری بومی و معماری کلاسیک ارائه داده است که نقطه مقابل مدرنیسم و معماری سبک بین‌المللی و همین‌طور مسکن‌های پراکنده حومه شهر شکل گرفته در ۱۹۸۰ می‌باشد.

#### چشم‌انداز شهری
در اکوشهرها برای کاهش اثرات زیست‌محیطی عمدتاً از بام سبز، محوطه سازی در ارتفاع و پل‌های ارتباطی استفاده می‌شود. ساخت بام‌های سبز و سرمایه‌گذاری در محوطه سازی عمودی خود یک عایق طبیعی برای ساختمان‌های مسکونی و تجاری می‌باشد و همچنین جمع‌آوری آب باران را ممکن می‌سازد. علاوه بر این موجب کاهش دمای شهر شده و از اثر جزیره گرمایی جلوگیری می‌کند. پل‌های هوایی ارتباطی با اتصال ساختمان‌ها به وسیله پیاده راه‌های بالای سطح زمین بدون دستکاری خاک به توسعه پیاده راهوری کمک می‌کند.

#### انرژی
در اکوشهرها برای کاهش فشار گازهای گلخانه ای از منابع انرژی تجدیدپذیر مانند توربین بادی، صفحه خورشیدی و زیست گاز استفاده می‌شود. توربین‌های بادی قادر به تولید انرژی‌های تجدید پذیر برای مناطق محلی درون اکوشهرها و مناطق بزرگتر و علاوه بر آن مکملی برای منابع موجود هستند. از این گذشته با طراحی ساختمان‌های دارای سیستم تحویه طبیعی نیاز به تهویه مطبوع کاهش پیدا می‌کند و مصرف انرژی بناهای مسکونی و تجاری به شدت پایین می‌آید.
اینطور به نظر می‌رسد که بسیاری از اکوشهرها استفاده از انرژی حرارتی خورشیدی را گسترش می‌دهند. با نصب کلکتور گرمایی خورشیدی قادر به تأمین آب گرم برای گرمایش فضاهای عمومی و خصوصی با کاهش وابستگی به دیگ‌های بخار گاز سوز می‌باشد. در حالی که به نظر می‌رسد انرژی حرارتی خورشیدی، منبع کارآمدتری از انرژی‌های تجدیدپذیر باشد، بسیاری از طراحان شهری به فتوولتاییک به عنوان یک منبع ماندگار انرژی نگاه می‌کنند. فتوولتاییک‌ها انرژی خورشیدی را مستقیماً به الکترسیته تبیدل می‌کنند. هر چند مقایسه هزینه‌های بالای مرتبط با توسعه این فن‌شناسی در مقیاس شهر با برگشت سرمایه آن، محدودیت‌هایی جهت استفاده ایجاد می‌کند. تکنولوژی زیست گاز نیز به عنوان منبع انرژی تجدید پذیر به حساب می‌آید که مواد آلی موجود در فاظلاب را به سوخت تبدیل می‌کند.

#### آب
اکوشهرها با به کار گیری تکنولوژی‌هایی که موجب کاهش مصرف آب جهت آبیاری و جریان فاضلاب می‌شوند از راه یافتن آب سیاه و آب خاکستری به منابع آب زیرزمینی نیز جلوگیری می‌کنند. جهت رسیدن به استانداردهای اکوشهر نصب سیستم‌های استحصال آب و سیستم‌های زهکشی پایدار توصیه می‌شود. علاوه بر آن سیستم‌های آبیاری پیشرفته با کاهش مصرف آب جهت آبیاری فضای سبز به حفظ زیرساخت‌های سبز کمک می‌کند.